# 3424 Nušl
A 3424 Nušl (ideiglenes jelöléssel 1982 CD) a Naprendszer kisbolygóövében található aszteroida. Ladislav Brožek fedezte fel 1982. február 14-én.